# Ciccillo Matarazzo
Francisco Antônio Paulo Matarazzo Sobrinho, mais conhecido como Ciccillo Matarazzo (São Paulo, 20 de fevereiro de 1898 — São Paulo, 16 de abril de 1977), foi um industrial, mecenas e político ítalo-brasileiro. Filho de Andrea Matarazzo e sobrinho do conde Francesco Matarazzo.
Casou-se em 1943, no México,[carece de fontes?] com Yolanda Penteado, desquitada de Jaime da Silva Teles.
Foi diretor de empresas de diversos ramos em São Paulo e foi grande incentivador das artes plásticas. Fundou, em 1948 o Museu de Arte Moderna de São Paulo (MAM), sendo inaugurado no dia 8 de março de 1949, e em 1951 a Bienal Internacional de Arte de São Paulo, entidade que presidiu até a data de sua morte. Foi também também um dos fundadores do Teatro Brasileiro de Comédia (TBC) e dos estúdios da Companhia Cinematográfica Vera Cruz.
A 17 de setembro de 1954, foi agraciado com o grau de Grande-Oficial da Ordem Militar de Cristo, de Portugal.
Foi prefeito de Ubatuba de 1964 a 1969, eleito pelo Partido Social Progressista (PSP). Passou por dois processos de cassação. O primeiro deu-se por sua saída do país sem autorização da Câmara Municipal. Como era presidente da Bienal de São Paulo, eram constantes suas viagens para o exterior, onde representava o país. Denúncias de irregularidades moveram o segundo processo de cassação, ambos sem êxito mantendo Cicillo a frente da prefeitura. Após esse desgaste político, em 1967, Cicillo solicitou afastamento, mas seu vice se recusou a assumir, passando então a ocupar o cargo de prefeito o presidente da Câmara, Fiovo Fredianni.

## Representação na Cultura
Na minissérie Um Só Coração, de 2004, foi representado pelo ator Edson Celulari.